# Schul- und Bethaus Altlangsow

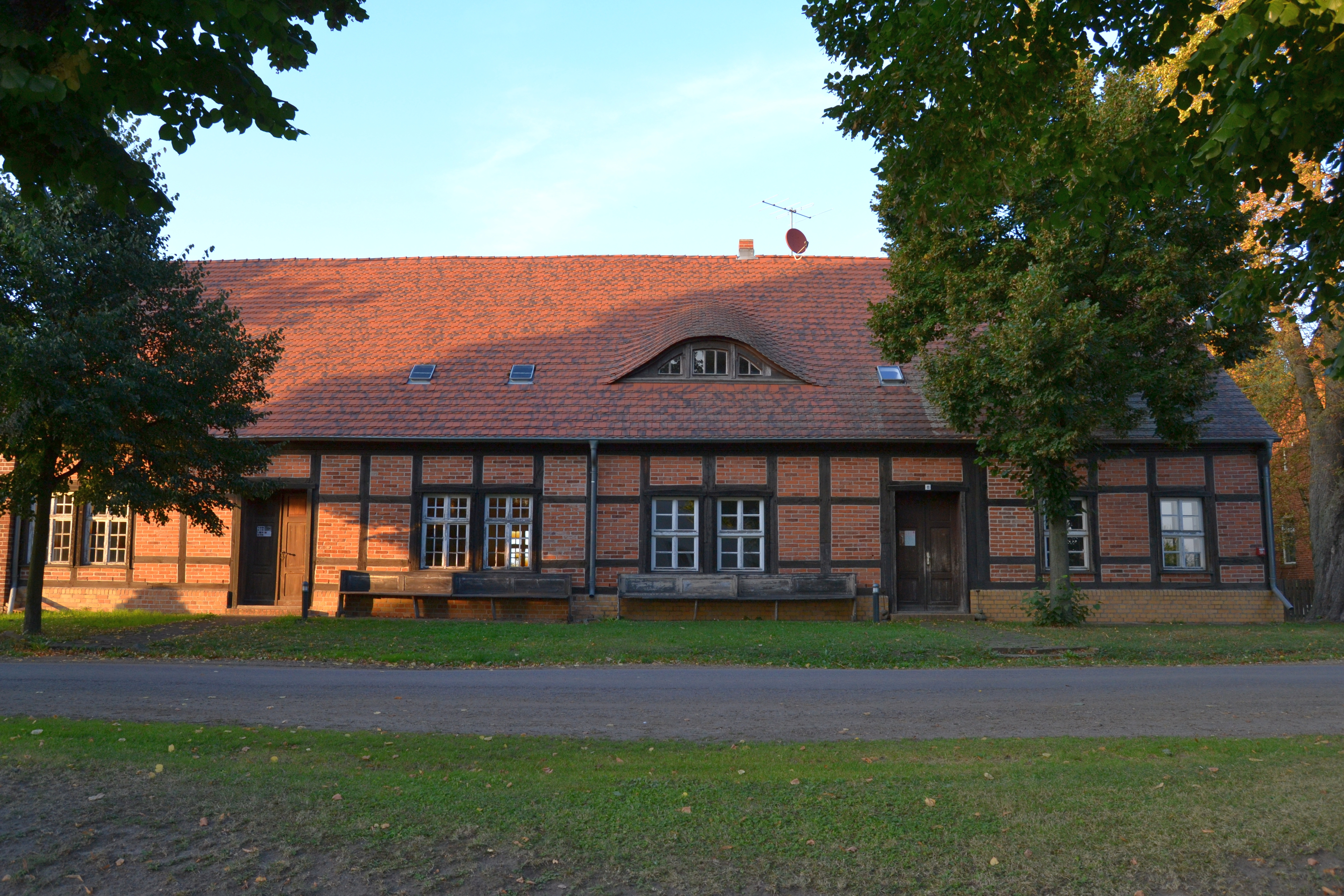
Schul- und Bethaus Altlangsow

Das Schul- und Bethaus Altlangsow ist ein denkmalgeschütztes Bauwerk in Alt Langsow, einem bewohnten Gemeindeteil der Stadt Seelow im Landkreis Märkisch-Oderland in Brandenburg. Das nach Plänen von Karl Friedrich Schinkel im Jahr 1832 erbaute Gebäude vereinte einst Schule und Dorfkirche.

## Lage
Die L 73 führt als Buschdorfer Straße von Nordosten kommend in südwestlicher Richtung am Dorf vorbei. Von ihr zweigt die Straße Altlangsow in südöstlicher Richtung ab. Das Bauwerk steht östlich der Straße auf einem Grundstück, das nicht eingefriedet ist.

## Geschichte
Das Gebäude wurde im Jahr 1832 nach Plänen von Karl Friedrich Schinkel errichtet und diente sowohl als Schule wie auch als Dorfkirche. Die kirchliche Nutzung des Betsaals wurde 1974 aufgegeben; der Saal dem Verfall preisgegeben. Anfang der 1980er Jahre begann eine denkmalgerechte Rekonstruktion, die sich bis in die 1990er Jahre hineinzog. Im Jahr 1991 gründete sich ein Förderverein, der das Gebäude seit dieser Zeit für kulturelle Zwecke nutzt. Nach einer weiteren Sanierung im Jahr 2015 dient der Betsaal als Hauptausstellungsraum, die Schule als Ausstellungsraum und Café sowie die ehemalige Lehrerwohnung als Kabinett für weitere Ausstellungen. Ausstellende Künstler waren beispielsweise Dorit Bearach und Ralf Kerbach.

## Baubeschreibung

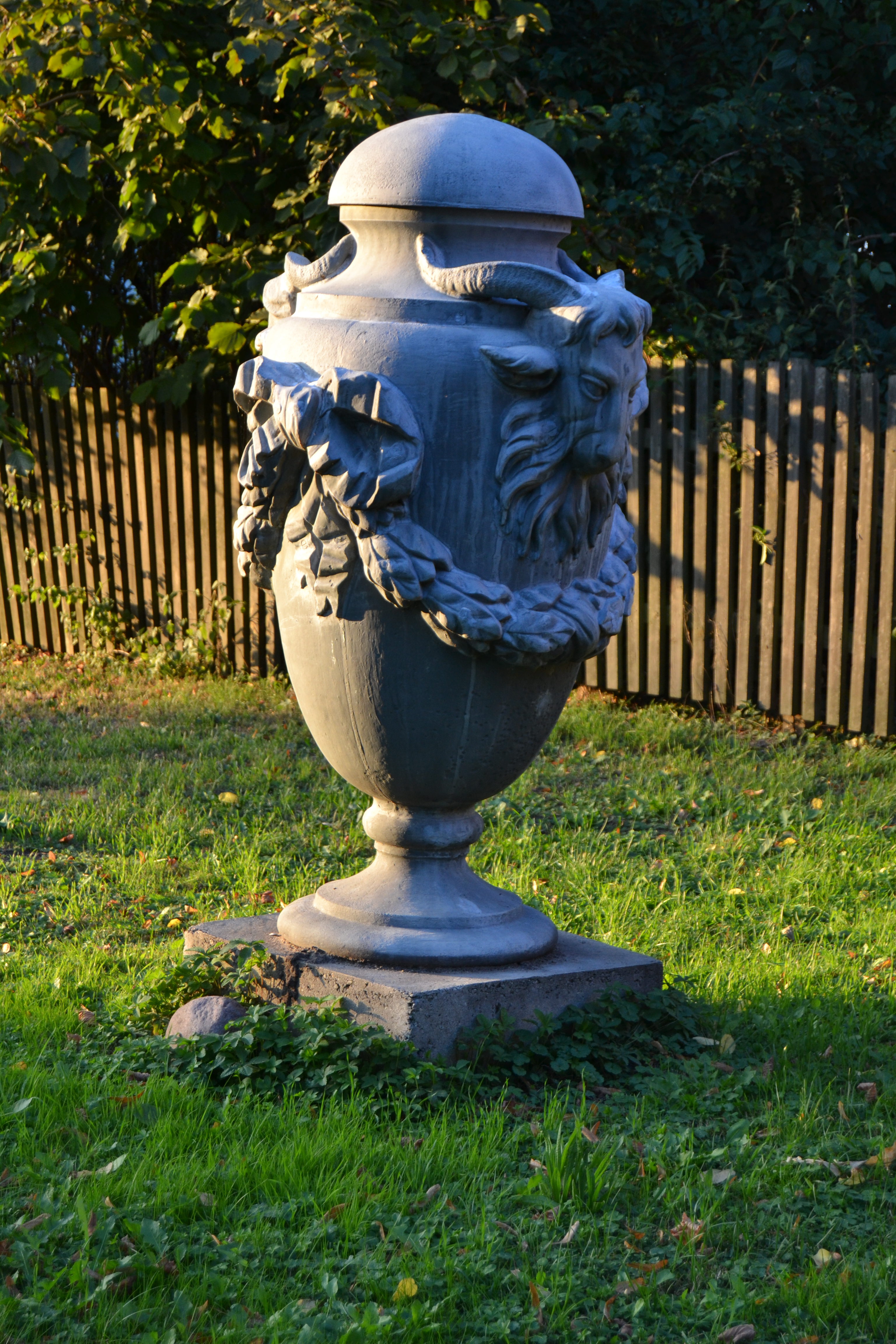
Urnenskulptur vor dem Gebäude

Das Bauwerk wurde aus Fachwerk mit Ziegelausfachungen erstellt. Es besitzt einen rechteckigen Grundriss und vereinte unter einem Dach ursprünglich den Betsaal, die Einklassenschule sowie eine Lehrerwohnung. Am westlichen Giebel befindet sich ein großes Segmentbogenfenster, mit dem der Altarraum sowie der mittlere Teil des Kirchenschiffs beleuchtet wurde. Zur Straßenfront befinden sich hochrechteckige Fenster, die paarweise zusammengefasst sind. Der Betsaal besteht aus einem Hauptschiff sowie zwei Seitenschiffen, die durch dorische Holzsäulen voneinander getrennt sind. Das Mittelschiff besitzt eine kassettierte Holztonne.